# Ulaanbaatar Mazaalai
Maillots
Le Ulaanbaatar Mazaalai (en mongol : Улаанбаатар Мазаалай) est un club mongol de football fondé en 1998 et basé à Oulan-Bator, la capitale du pays.
Le club évolue actuellement dans le Championnat de Mongolie de football.

## Historique
- 1998 : Fondation du club

## Palmarès
| Compétitions nationales                                                                           |
| ------------------------------------------------------------------------------------------------- |
| - Championnat de Mongolie : - Vice-champion : 2010. - Coupe de Mongolie (1) : - Vainqueur : 2005. |

## Personnalités du club

### Présidents du club
- G. Tuvshinbayar

### Entraîneurs du club
- Ts. Enkhboldbaatar